# Банас (приток Чамбала)
Ба́нас (хинди बनास नदी) — река в Индии, в штате Раджастхан, левый приток реки Чамбал (бассейн Джамны). Берёт начало на хребте Аравали, примерно в 5 км от Кумбхалгарха. Течёт на северо-восток по плоскогорью Малва (Мальва). Огибает с севера город Тонк, затем поворачивает на юг. Впадает в Чамбал восточнее города Савай-Мадхопур.
На берегу реки Банас расположен город Натхдвара с одним из самых знаменитых храмов Кришны. Также на берегу расположен город Джахазпур.
Южнее реки расположен национальный парк Рантхамбор.
В первой половине 2-го тысячелетия до н. э. в долине Банаса известна энеолитическая культура Ахар.
Правый притоки — Берач. Левые притоки — Котари и Морел.
У Деоли на реке в 2009 году построена плотина для водоснабжения города Джайпур.